# Goede Herderkerk (Roosendaal)
De Goede Herderkerk is een voormalige parochiekerk in de plaats Roosendaal in de Nederlandse provincie Noord-Brabant. Het gebouw is gelegen aan Lindenburg 86.

## Geschiedenis
Deze kerk werd gebouwd in 1981 als noodkerk voor de zuidelijke uitbreidingswijk Langdonk. Architect was J. de Bruyn. 
In 2016 werd de kerk onttrokken aan de eredienst en verkocht. In 2017 werd het kerkgebouw verhuurd aan een spiritueel centrum. In 2021 werd het gebouw verkocht aan de gemeente en omgevormd tot een buurtcentrum voor de wijk Langdonk.

## Gebouw
Het betrof een sobere zaalkerk onder plat dak met een bescheiden klokkenstoeltje boven de ingang.